# J̌
Cette page contient des caractères spéciaux ou non latins. S’ils s’affichent mal (▯, ?, etc.), consultez la page d’aide Unicode.
Le J caron, J antiflexe ou J hatchek, J̌ (minuscule : ǰ), est un graphème utilisé dans l’écriture du lushootseed, de l’oudi, du tamajaq et du wakhi, ou dans certaines translittérations comme l’ISO 9.

## Utilisation
La norme de translittération de l’alphabet cyrillique ISO 9 utilise ‹ ǰ › pour représenter la lettre Ј du serbe et du macédonien, qui correspond à ‹ j › dans l’alphabet latin serbe.
Les normes de translittération de l’alphabet géorgien ISO 9984 et DIN 32707 utilisent ‹ ǰ › pour représenter la lettre ‹ ჯ ›, prononcée [d͡ʒ].
Les normes de translittération de l’alphabet arménien ISO 9985 et DIN 32706 utilisent ‹ ǰ › pour représenter la lettre ‹ Ջ ›, prononcée [tʃʰ].

## Représentations informatiques
Le J caron peut être représente avec les caractères Unicode suivants :
- précomposé (latin étendu B) :

| formes    | représentations | chaînes de caractères | points de code | descriptions                    |
| --------- | --------------- | --------------------- | -------------- | ------------------------------- |
| minuscule | ǰ               | ǰ                     | U+01F0         | lettre minuscule latine j caron |

- décomposé (latin de base, diacritiques) :

| formes    | représentations | chaînes de caractères | points de code | descriptions                                |
| --------- | --------------- | --------------------- | -------------- | ------------------------------------------- |
| majuscule | J̌               | J◌̌                    | U+004A U+030C  | lettre majuscule latine j diacritique caron |
| minuscule | ǰ               | j◌̌                    | U+006A U+030C  | lettre minuscule latine j diacritique caron |

- Entités HTML :
  - Capitale J̌ : J&#x030C;
  - Minuscule ǰ : &#496;